# Municipio de Sand Prairie
El municipio de Sand Prairie (en inglés: Sand Prairie Township) es un municipio ubicado en el condado de Tazewell en el estado estadounidense de Illinois. En el año 2010 tenía una población de 1441 habitantes y una densidad poblacional de 15,69 personas por km².

## Geografía
El municipio de Sand Prairie se encuentra ubicado en las coordenadas 40°26′10″N 89°39′41″O / 40.43611, -89.66139. Según la Oficina del Censo de los Estados Unidos, el municipio tiene una superficie total de 91,84 km², sin cantidad significativas de agua.

## Demografía
Según el censo de 2010, había 1441 personas residiendo en el municipio de Sand Prairie. La densidad de población era de 15,69 hab./km². De los 1441 habitantes, el municipio de Sand Prairie estaba compuesto por el 97,5% blancos, el 0,56% eran afroamericanos, el 0,35% eran amerindios, el 0,21% eran asiáticos, el 0,14% eran isleños del Pacífico, el 0,42% eran de otras razas y el 0,83% pertenecían a dos o más razas. Del total de la población el 1,18% eran hispanos o latinos de cualquier raza.